# MX-774

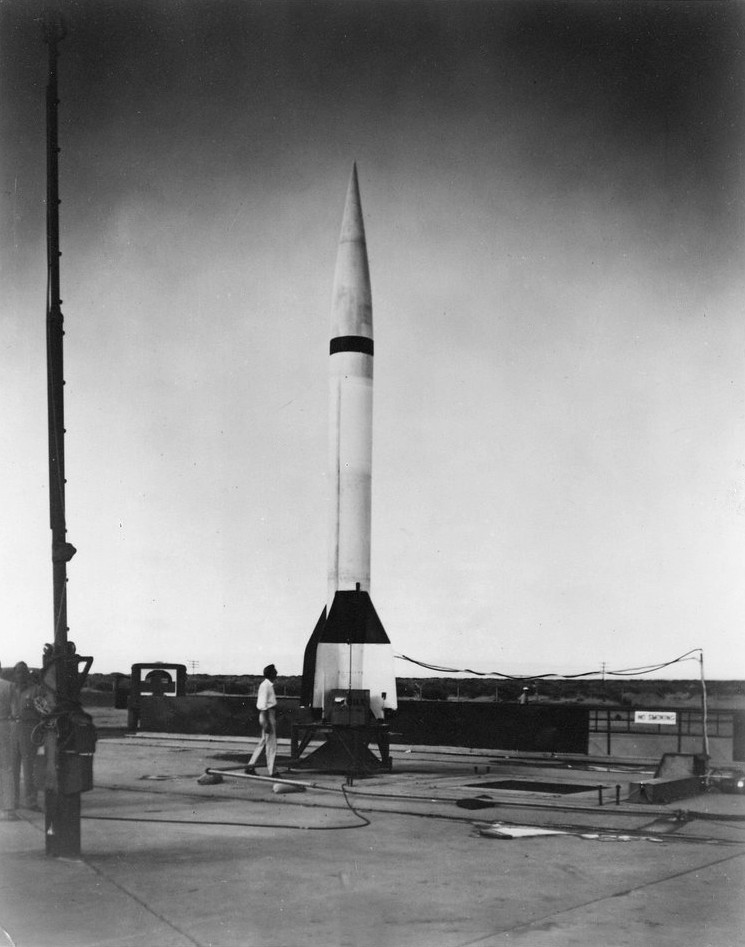
MX-774

O RTV-A-2 hiroc (Foguete de alta altitude) foi a primeira tentativa dos Estados Unidos "em construir um míssil balístico intercontinental (ICBM). Em 1946, foi dado um contrato de investigação a Consolidated-Vultee pela Forças Aéreas do Exército e começou a concepção e desenvolvimento do MX-774, o que levou a Convair ao desenvolver o Atlas ICBM. Embora o MX-774 tenha sido cancelado, foram construídos três protótipos do veículos de lançamento, designados RTV-A-2. Os três foguetes foram lançados em julho, setembro e dezembro de 1948, todos os três lançamentos sendo considerados sucessos parciais.